# Ulrike Tauber
Ulrike Tauber (n. 16 iunie 1958, Karl-Marx-Stadt, Germania) este o înotătoare ce a reprezentat Germania, medaliată olimpică. A participat la o ediție a Jocurilor Olimpice (1976) în care a câștigat o medalie de aur și o medalie de argint.